# Ema Pechová

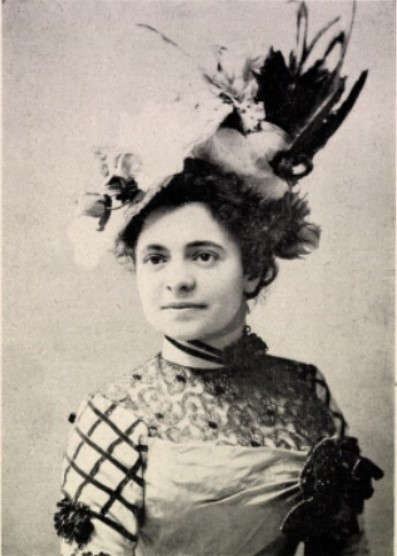
Ema Pechová (1900)

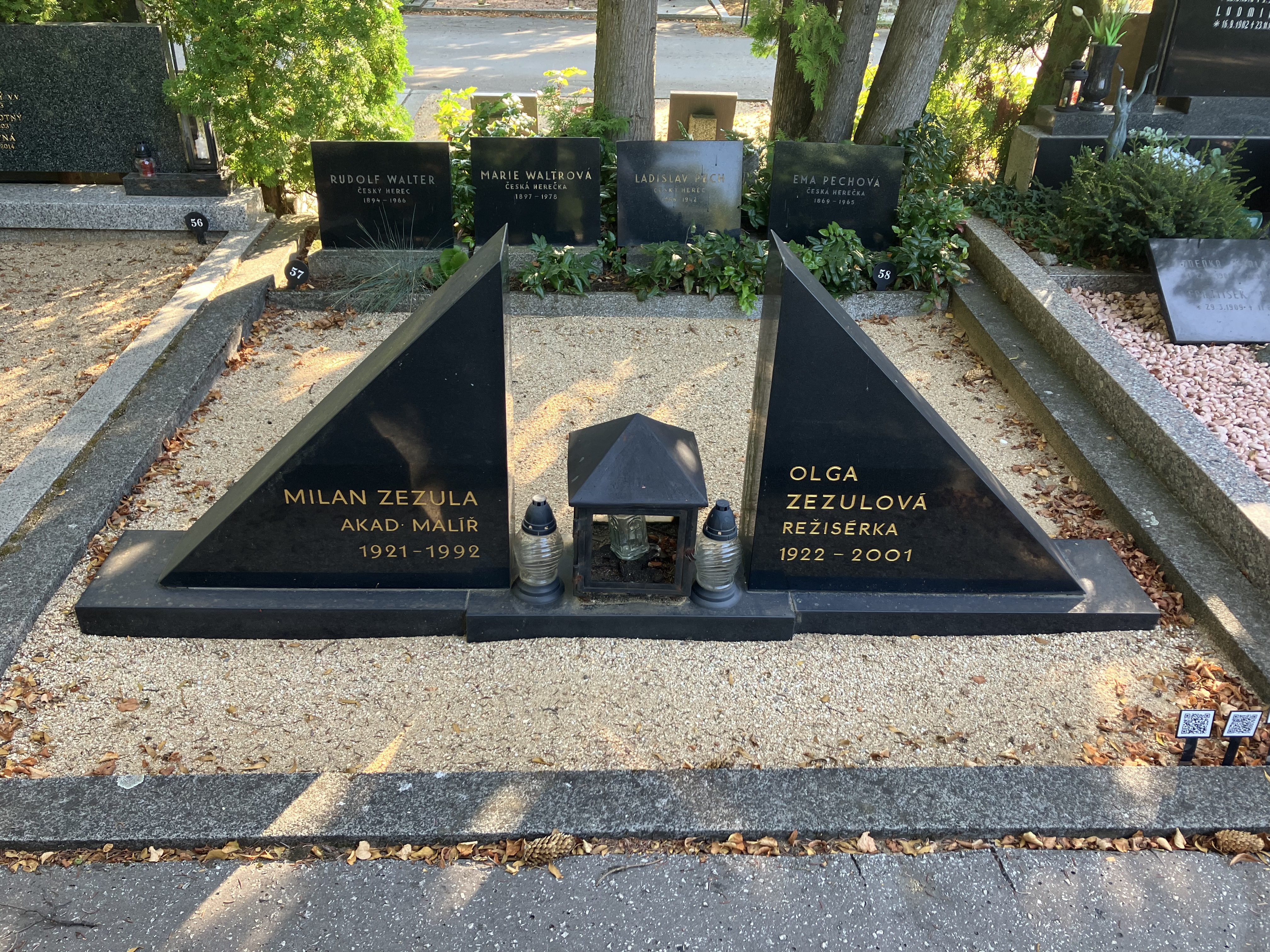
Hrob Emy Pechové

Ema Pechová, též Emma) rozená Emilie Františka Pešková (1. ledna 1869 Jičín – 2. prosince 1965 Brno), byla česká herečka, členka Národního divadla v Brně a matka herce Ladislava Peška.

## Život

### Mládí a manželství
Narodila se v Jičíně do herecké rodiny Peškových. Už její rodiče, Marie roz. Thamova (1846–1927) a Josef Peška (1840–1906) byli herci u společnosti Elišky Zöllnerové. Mezi její předky patřil Václav Thám. Dětství prožila u svých prarodičů v Jičíně. Navštěvovala zde měšťanskou školu. Dne 19. listopadu 1896 se provdala za svého hereckého kolegu Ladislava Pecha (1866–1942). O čtyři roky později se jim narodila dcera Marie, která byla rovněž herečkou. O devět let později syn Ladislav, který se také stal známým českým hercem. Měla bratra Jana Václava Pešku (1879).

### Divadlo
Od roku 1885 nejdříve hrála v divadelních společnostech Františka Pokorného a Františka Trnky, v letech 1893–1900 byla v angažmá u Vendelína Budila v Plzni, zbytek své profesní kariéry strávila na prknech Národního divadla v Brně (1900–1935). Pedagogicky působila na brněnské konzervatoři (1920–1936).

### Závěr života
Na přelomu 50. let musela z divadla odejít kvůli zdravotním komplikacím. Výjimečně ještě hrála s ochotníky. V roce 1962 dostala infarkt, o tři roky později zemřela v Brně ve věku 96 let. Pohřbena je na Ústředním hřbitově v Brně (sk. 25b/hr. 57–58) po boku svého manžela, kterého přežila o dvacet tři let.

### Ocenění
- 1925 Státní cena
- 1954 Řád práce
- 1959 titul Zasloužilá umělkyně

### Citát
| „              | Divadelní Brno má v Emmě Pechové herečku stejně milovanou jako Praha měla Marii Hübnerovou. Vyniká tu nad celou generaci realistických herců, jež zde tvořila po celá desetiletí za podmínek nepříznivých a velmi těžkých...Malá postava, takový laskavý, dobrácký, věčně se usmívající obličej, soustředěný pohled, v němž je mnoho sympatie pro všechny věci života a mnoho vyrovnaného klidu. | “ |
| — Joža Götzová | |   |

## Dílo

### Záznamy na gramofonové desce
- Divoká kachna – Henrik Ibsen; překlad Karel Kraus. Peer Gynt. Aasina smrt – Henrik Ibsen; hudba Edvard Grieg; překlad Karel Kučera. Praha: Ultraphon, 1944?
- Babička. Vypracování babičky z 3. obrazu – Božena Němcová upravil Jan Port. Poslední muž – F. X. Svoboda. Praha: Ultraphon, 1944?
- Královna Kristina – August Strindberg; přeložil F. V. Krejčí. Peer Gynt. Aasina smrt – Henrik Ibsen; přeložil Karel Kučera; hudba Edvard Grieg. Praha: Národní diskotéka, mezi 1945–1960
- Veronika. Scéna ze 4. dějství: Národní divadlo v Praze 14. XI. 1941 – Dalibor C. Faltis. Babička. Vypravování babičky ze 3. obrazu – Božena Němcová; upravil Jan Port. Praha: Supraphon, mezi 1949–1955

### Film
Ve filmu Mazlíček z roku 1934 hrála roli matku Pechovou, což byla její jediná filmová role.